# Allen Carr

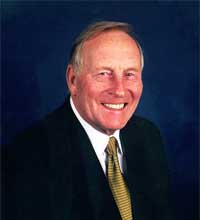
Allen Carr

Allen Carr, född 2 september 1934, död 29 november 2006, var en brittisk författare som främst blev känd för boken Äntligen icke-rökare!. Boken innehåller samma metod som Allen Carr själv använde då han lyckades bryta sitt 33 år långa kedjerökande.

## Biografi
Allen Carr beskrev sig själv som väldigt sportig i sin ungdom och att han aldrig som 15-åring kunde se sig själv röka i framtiden. Trots det så började han redan tre år senare. Han blev en bokhållare år 1958. Den 15 juli 1983 lyckades Allen Carr vid 48 års ålder att sluta röka. Han hade slutat kort efter ett besök hos en hypnoterapeut. Allen Carr har emellertid i efterhand förklarat att det inte var alls på grund av hypnoterapeuten han lyckades sluta, och att han hade rökt en cigarett direkt efter att han hade lämnat kliniken. Däremot hade hypnoterapeuten nämnt en sak som gav Carr en helt annan syn på sitt beroende. Hypnoterapeuten hade sagt att det "bara var nikotinberoende" - och Allen Carr hade aldrig tidigare insett att han var nikotinberoende utan snarare sett det som cigarettberoende. När han senare lånade och läste sin sons medicinhandbok så beskrevs nikotinabstinens som en tom, osäker känsla. Kombinerat fick de två insikterna Allen Carr att förstå hur han enkelt skulle kunna sluta röka. Efter att ha lyckats sluta röka ansåg han att hans metoder skulle fungera på vilken rökare som helst.

## Easyway
1983 slutade Allen Carr som bokhållare och satte upp sin första Easyway-klinik för att hjälpa andra nikotinberoende. 1985 publicerade han boken Äntligen icke-rökare! som blev en stor succé och som än idag är den mest sålda boken om att sluta röka. Även kliniken blev varmt mottagen vilket gjorde att Carr kunde starta fler kliniker även i andra länder, vilket har lett till 100 kliniker i 35 olika länder världen över.

## Lungcancer
I slutet av juli 2006, vid 71 års ålder, avslöjades det att Allen Carr hade fått diagnosen lungcancer och att han hade runt 9 månader kvar att leva.